# Ibornia fumipennis
Ibornia fumipennis là một loài tò vò trong họ Ichneumonidae.